# Free Pascal
Free Pascal je poměrně nový kompilátor objektově orientované formy jazyka Pascal, který je šířen pod GPL licencí.

## Vlastnosti
Základní vlastnosti Free Pascalu:
- Free Pascal obsahuje nejen vlastní kompilátor fpc, ale také vývojové prostředí v textovém módu
- Jde o svobodný software GPL
- Je multiplatformní (viz níže)
- Překládá poměrně rychle
- Výsledný program není příliš velký a nevyžaduje žádné externí knihovny
- Snadná rozšiřitelnost
- Cross-platformní vývoj (např. na Linuxu lze zkompilovat program pro Windows)
- Množství různých jednotek (práce s obrazovkou, sítěmi, zařízeními apod.)

## Platformy
Platformy (hardware a operační systém), pro které je Free Pascal k dispozici:
- arm
  - Linux
- intel/i386
  - FreeBSD (FreeBSD 4.x and probably 5.x too)
  - Linux
  - Netware
  - OS/2
  - Win32 (Windows 95, 98, ME, NT, 2000, XP, 2003)
- powerpc
  - Linux
  - Mac OS
  - Mac OS X
  - MorphOS
- sparc
  - Linux
- amd64/x86 64
  - Linux
  - Windows 64bitový

## Ukázka kódu
program Nacitani;
```
var Text1: String;
begin
writeln('Zadejte své jméno a stiskněte Enter');
readln(Text1);
writeln('Vaše jméno je: ', Text1);
writeln('Pro ukončení stiskněte Enter');
readln();
end.
```